# Journal des Luxus und der Moden
Das Journal des Luxus und der Moden war eine deutsche Modezeitschrift, die von 1787 bis 1812 unter diesem Titel und bis 1827 unter anderen Titeln erschien. Das Journal wurde 1786 vom Weimarer Verleger Friedrich Justin Bertuch in Zusammenarbeit mit dem Künstler Georg Melchior Kraus ins Leben gerufen, im ersten Jahrgang noch als Journal der Moden. Es erschien monatlich in Form einer etwa 30 Seiten umfassenden Loseblattsammlung und erreichte etwa 25.000 Leser, wodurch es das erste wirklich verbreitete Periodikum zum Thema Mode in Deutschland war.

## Titel und Inhalt
Der Titel der Zeitschrift änderte sich im Laufe der Jahre mehrfach:
- 1. Jahrgang (1786): Journal der Moden
- 2. – 27. Jahrgang (1787–1812): Journal des Luxus und der Moden
- 28. Jahrgang (1813): Journal für Luxus, Mode und Gegenstände der Kunst
- 29. – 41. Jahrgang (1814–1826): Journal für Literatur, Kunst, Luxus und Mode
- 42. Jahrgang (1827): Journal für Literatur, Kunst und geselliges Leben

Neben Berichten über neue Entwicklungen der Bekleidungsmode in den Metropolen Europas, illustriert mit aufwendigen kolorierten Kupferstichen, enthielt das Journal zudem Artikel über zahlreiche andere Themen wie etwa Theater, Innenarchitektur, Musik, Gartengestaltung und politische Ereignisse.

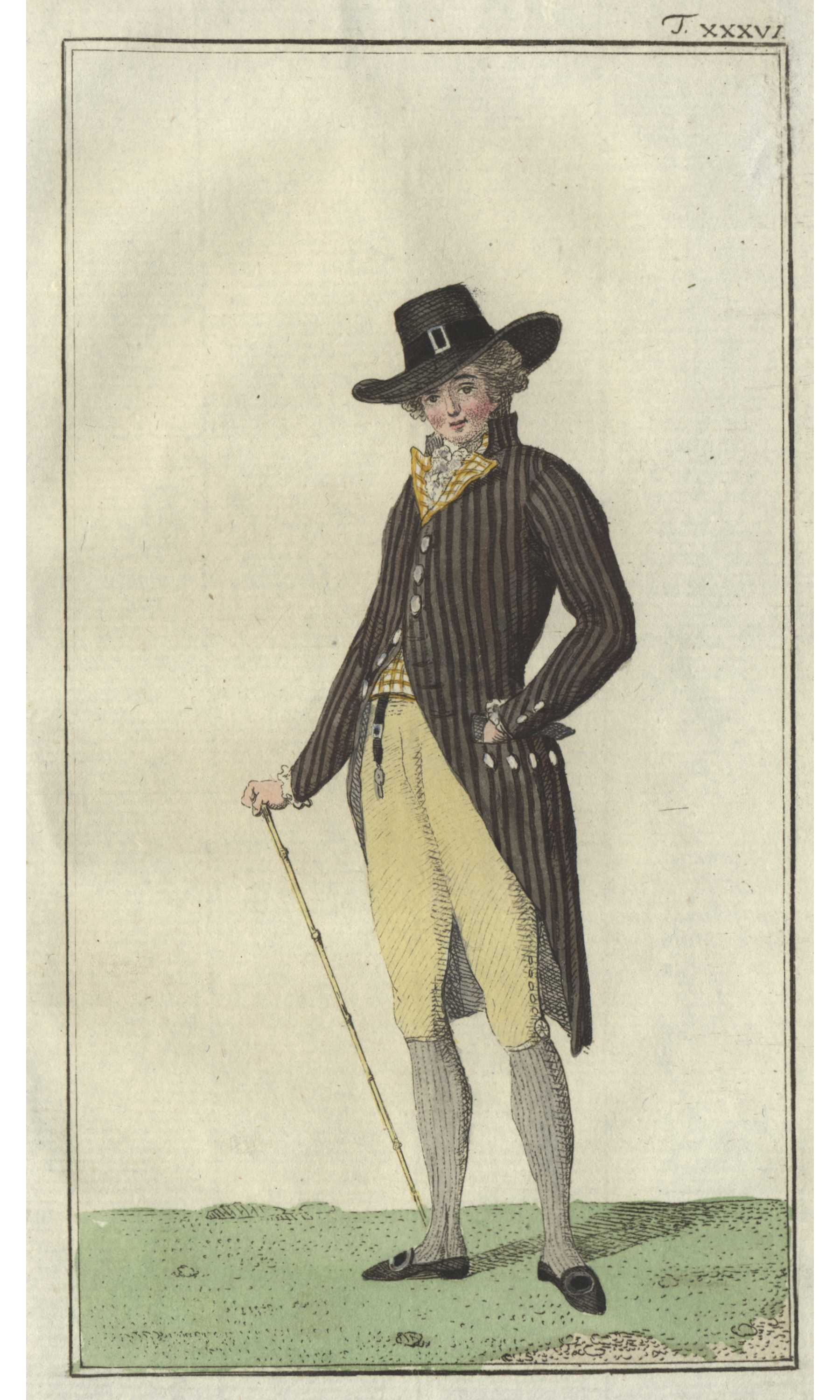
Englischer Herr 1786
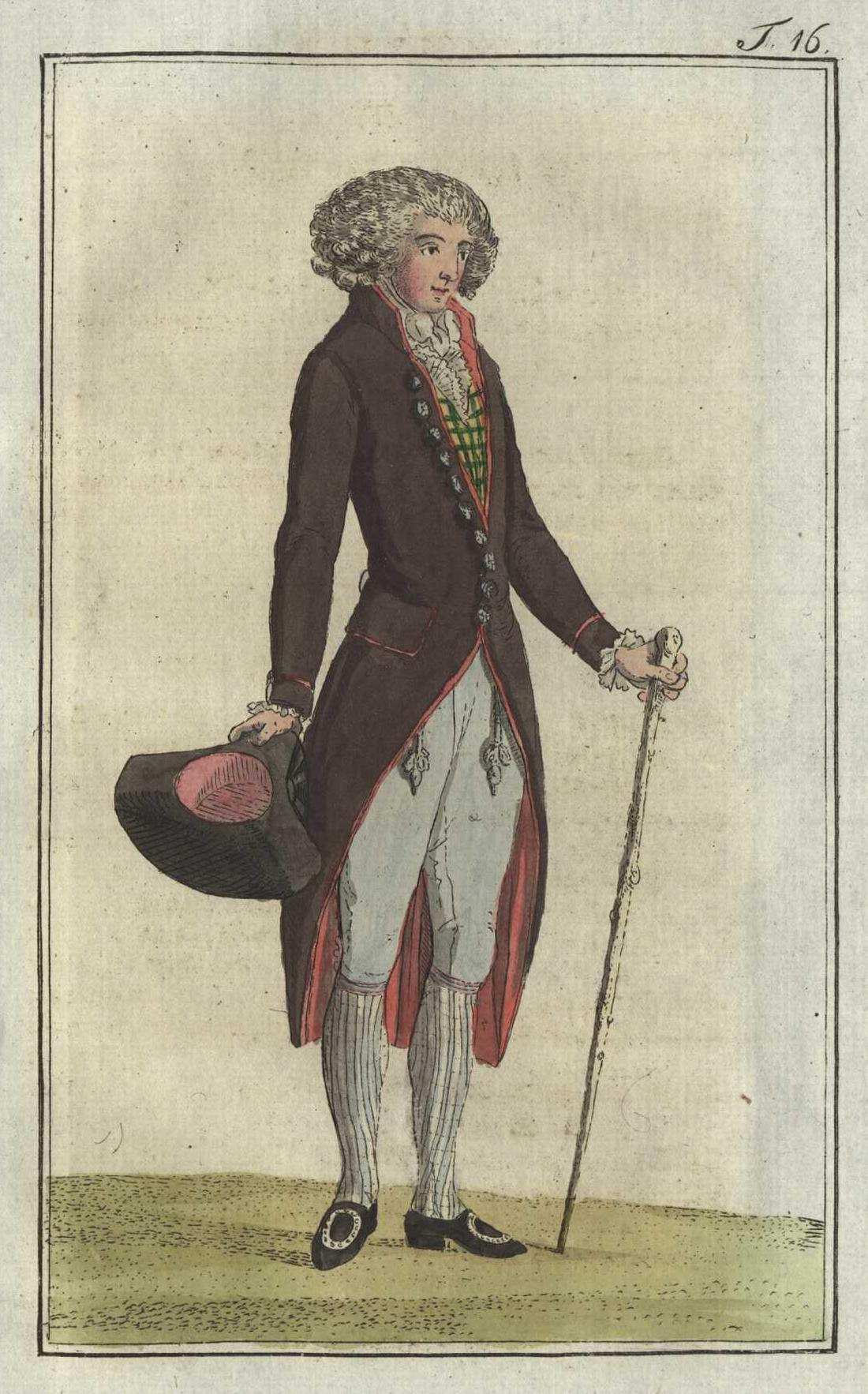
Deutscher Elegant 1789
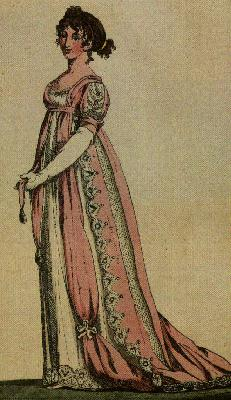
Damenmode 1802
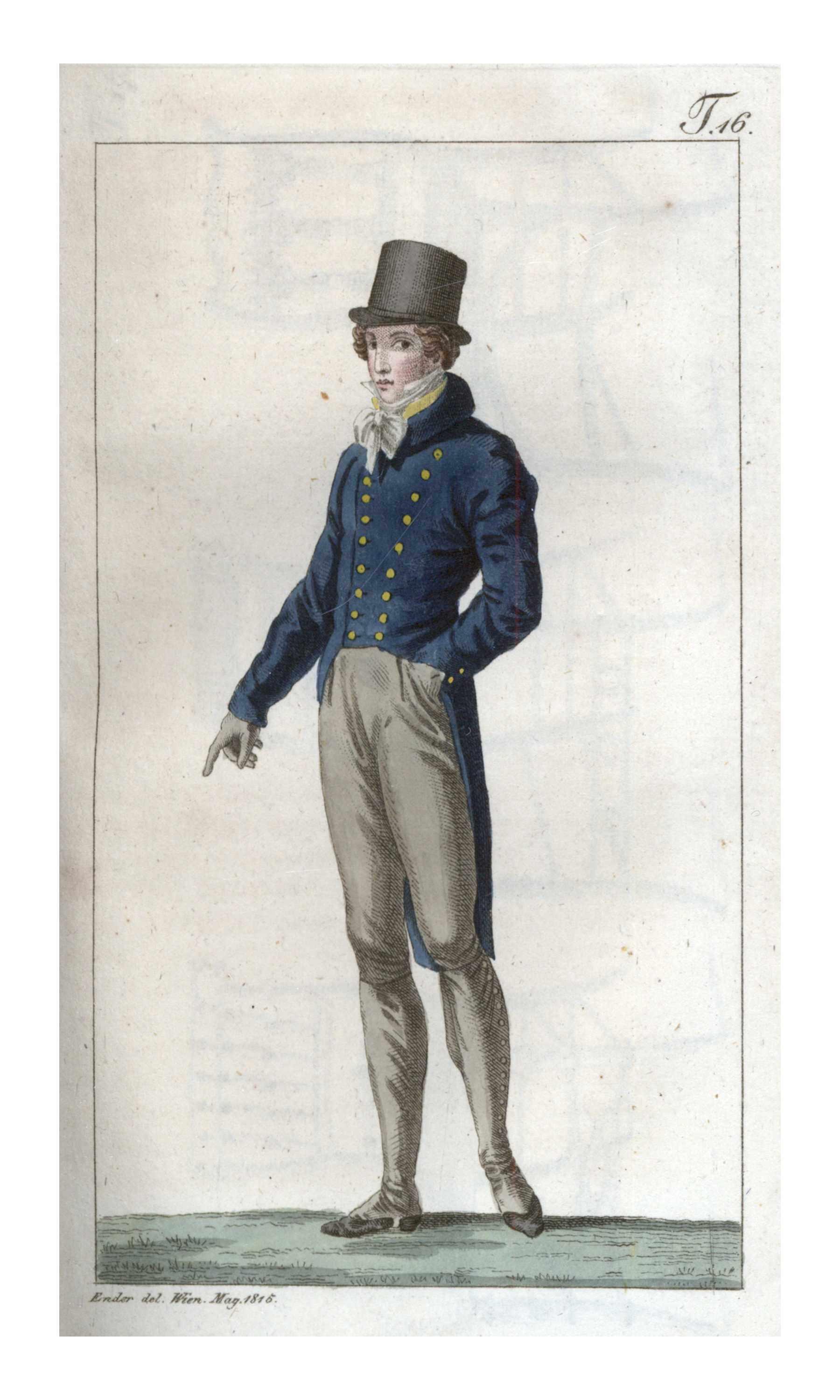
Herr in Wien 1815

## Sonstiges
Das Reisemagazin London & Paris erschien als politisches, Reise- und Kuriositäten-Magazin, mit einer Spezialisierung von Karikaturen als Kupferstichen, im gleichen Verlag von Carl Bertuch in den Jahren 1798 bis 1815 und hatte einen ähnlichen Erfolg in der Verbreitung (1805: 1300 Exemplare). Das Kulturmagazin TransAtlantik enthielt eine Rubrik Journal des Luxus und der Moden.